# Lugiërs

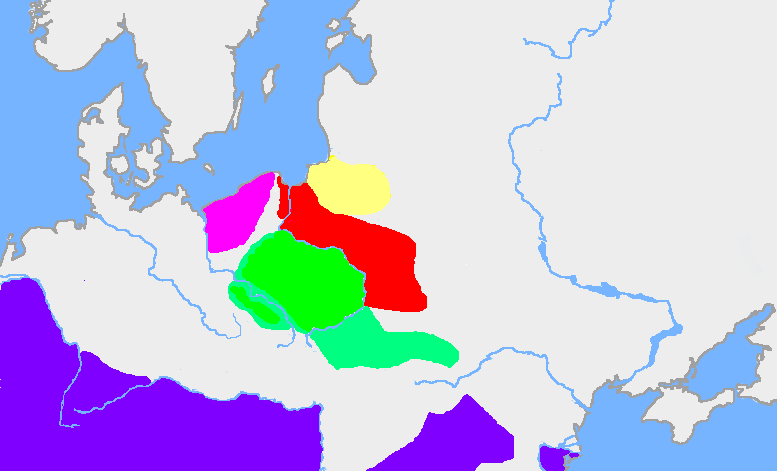
Het groene gebied is de Przeworskcultuur in de 3de eeuw n.Chr., toegerekend aan de Lugiërs. Het paarse gebied is het Romeinse Rijk

De Lugiërs, (ook: Lugii, Lugi, Lygii, Ligii, Lugiones of Lougoi) waren een federatie van Oost-Germaanse stammen. Hun woongebied lag rond de eerste eeuw na Chr. ten noorden van het Sudetengebergte, in de vlakten van de bovenlopen van de Oder en de Weichsel, in het huidige Silezië en het noordelijker gelegen Klein-Polen, Groot-Polen en Mazovië. Het was een overgangsgebied tussen de Venetische, Keltische en Germaanse stamgebieden.

## Oorsprong van de Lugiërs
In de derde eeuw voor Chr. werd Silezië nog bewoond door Kelten uit de La Tène-periode.
In de daaropvolgende tijd ontstond de Przeworskcultuur, die over het algemeen door archeologen wordt geïdentificeerd met de spreiding van de Oost-Germaanse volkeren naar het zuiden. De Lugiërs woonden in het zuidelijke deel van deze cultuur. Hoewel ze door de oude geschiedschrijvers tot de Germanen werden gerekend, is het mogelijk doch niet bewezen dat de Lugiërs gegermaniseerde Veneti of Kelten waren.
De Lugiërs hadden controle over het belangrijkste centrale deel van de Barnsteenroute van Samland (bij huidig Kaliningrad) aan de Oostzee naar de Centraal-Europese provincies van het Romeinse Rijk; Pannonia, Noricum and Raetia.

## Stammen van de federatie
Tacitus onderscheidde in zijn Germania (43:3) de Lugiërs in verschillende stammen, waarvan hij de vijf machtigste noemt: de Harii, Helveconae, Manimii, Halisii en Naharvali.
Ptolemaeus vermeldde de Lugi Omani, de Lugi Diduni en de Lugi Buri, gevestigd bij of aan de bovenloop van de Wisła. Aangezien Tacitus de Buri nog als een aparte stam vermeldde, kan het zijn dat deze pas in de tussentijd tot de Lugische federatie toetraden.

## Geschiedenis van de Lugiërs
Het stammenverbond werd waarschijnlijk lang voor hun eerste vermelding door Strabo in 23 na Chr gevormd. Strabo noemde de Lugiërs in zijn Geografica een "groots volk", en vermeldde ze gezamenlijk met de Semnonen en de verder onbekende stammen der Zumi, Butones, Mugilones en Sibini als onderdeel van een federatie onder aanvoering van Marbod, leider van de Marcomannen. De Marcomannen hadden hun centrum rond het begin van de jaartelling in het hedendaagse Bohemen en waren waarschijnlijk geaffilieerd aan de Sueben.
Volgens de Annales van Tacitus nam een groot aantal Lugiërs in 50 na Chr. aan de zijde van de Romeinen deel in het vernietigen van de staat van de Quaden in het huidige Moravië en Slowakije.
In de jaren 91-92 na Chr. riepen de Lugiërs, volgens Geschiedenis van Rome van de hand van Cassius Dio, de hulp van Rome in bij hun strijd tegen de Sueben. Keizer Domitianus zou ze 100 cavaleristen gezonden hebben.
De Buri, door Ptolemeus genoemd als onderdeel van de Lugische federatie, speelden een belangrijke rol in de Marcomannenoorlog tussen 166 en 180 na Chr. Het Romeinse leger zag zich genoodzaakt een aparte veldtocht tegen de Buri te ondernemen, de Expeditio Burica, en Romeins keizer Marcus Aurelius zag kans een politieke alliantie met hen te vormen.
De latere geschiedenis van de Lugiërs is onduidelijk. Sommige historici veronderstellen dat de Lugiërs dezelfden zijn als de Longiones, beschreven in de Historia Nova van Zosimus als de stam verslagen door Romeins keizer Probus in het jaar 279 in de Romeinse provincie Raetia bij de rivier de Lygis (doorgaans vereenzelvigd met de Lech, stromend door Oostenrijk en Beieren). Een mogelijke andere vermelding kan die zijn van de Lupiones-Sarmatae op de Peutingerkaart uit de derde tot vierde eeuw na Chr.
In de 3e eeuw zijn de Lugiërs waarschijnlijk volledig opgegaan in de Vandalen. Terwijl de twee volken volgens de Romeinse schrijvers hetzelfde gebied bewoonden, worden ze nooit gelijktijdig genoemd. Volgens sommige historici waren Lugii en Vandili benamingen voor dezelfde stammengroep, die leefde in dezelfde regio van de Oder tot in Silezië, eerst onder Keltische en later onder Germaanse overheersing.
Alemannen · Ambivarieten · Ambronen · Ampsivaren · Angelen · Angrivariërs · Asdingen · Baemi · Bajuwaren · Bastarnen · Bataven · Bourgondiërs · Bructeren · Cananefaten · Chamaven · Chasuarii · Chatten · Chattuarii · Chauken · Cherusken · Cimbren · Cugerni · Dulgubnii · Fosi · Franken · Frisii · Gepiden · Goten · Harii · Helisiërs · Hermunduren · Herulen · Juten · Lakringen · Lemoviërs · Longobarden · Lugiërs · Manimiërs · Marcomannen · Marobudui · Marsi · Mattiakken · Naharvalen · Nemeten · Nerviërs · Ostrogoten · Quaden · Rugiërs · Saksen · Semnonen · Silingen · Sitones · Skiren · Sueben · Sugambren · Suiones · Tencteren · Teutonen · Toxandriërs · Triboken · Tubanten · Tudri · Tungri · Ubiërs · Usipeten · Vandalen · Vangionen · Visigoten · Volcae · Warnen
Germani cisrhenani:
Caerosi · Condrusi · Eburonen · Paemani · Segni
Stamverenigingen:
Herminones · Ingvaeones · Istvaeones